# 오브 홀시스 앤 맨
오브 홀시스 앤 맨(Hross i oss, OF HORSES AND MEN)은 아르메니아에서 제작된 베네딕트 에르들링손 감독의 2013년 드라마, 코미디, 멜로/로맨스 영화이다. 잉그바 에거트 시거드슨 등이 주연으로 출연하였다.

## 출연
- 잉그바 에거트 시거드슨
- 샬롯 보빙
- 마리아 엘링슨
- 크리스보그 켈드